# Eastman (Geòrgia)
Eastman és una població dels Estats Units a l'estat de Geòrgia. Segons el cens del 2000 tenia 5.440 habitants.

## Demografia
Segons el cens del 2000, Eastman tenia 5.440 habitants, 2.154 habitatges, i 1.318 famílies. La densitat de població era de 411,8 habitants/km².
Dels 2.154 habitatges en un 27,2% hi vivien nens de menys de 18 anys, en un 37,9% hi vivien parelles casades, en un 19,9% dones solteres, i en un 38,8% no eren unitats familiars. En el 35,5% dels habitatges hi vivien persones soles el 15,5% de les quals corresponia a persones de 65 anys o més que vivien soles. El nombre mitjà de persones vivint en cada habitatge era de 2,28 i el nombre mitjà de persones que vivien en cada família era de 2,96.
Per edats la població es repartia de la següent manera: un 29,5% tenia menys de 18 anys, un 8,5% entre 18 i 24, un 24,6% entre 25 i 44, un 21,1% de 45 a 60 i un 16,3% 65 anys o més.
L'edat mediana era de 34 anys. Per cada 100 dones de 18 o més anys hi havia 77,4 homes.
La renda mediana per habitatge era de 23.604 $ i la renda mediana per família de 30.500 $. Els homes tenien una renda mediana de 27.292 $ mentre que les dones 20.497 $. La renda per capita de la població era de 14.332 $. Entorn del 20,2% de les famílies i el 23,5% de la població estaven per davall del llindar de pobresa.

## Poblacions més properes
El següent diagrama mostra les poblacions més properes.